# Panacée
Cet article concerne la déesse des remèdes. Pour le remède universel, voir panacée (médicament).
Dans la mythologie grecque, Panacée (en grec ancien Πανάκεια / Panákeia, de pan, « tout », et akos, « remède ») est une déesse qui prodigue aux hommes des remèdes par les plantes.

## Famille

### Ascendance
Panacée a pour parents Asclépios, le dieu de la médecine, et, selon les auteurs, son épouse Épione, déesse de la santé, ou Lampétie. Elle est aussi, de par son père, petite-fille d'Apollon (dieu du soleil, des arts et de la médecine) et de la mortelle Coronis.
Cependant, les représentations de la famille ne sont pas toujours consistantes ; Panacée, comme ses sœurs, apparaissant ainsi parfois comme l'épouse d'Asclépios et non sa fille.

### Fratrie
Sœurs de Panacée
- Les cinq sœurs de Panacée sont[2] :
  - Hygie (santé, propreté et hygiène),
  - Iaso (récupération d'une maladie),
  - Acéso (le processus de guérison),
  - Églé (beauté, santé rayonnante – surtout après une maladie),
  - Méditrine (la guérisseuse - déesse romaine).

Les sœurs, toutes les six déesses, interprètent donc diverses facettes de l'art d'Apollon. Asclépios et ses filles appartiennent en effet à la lignée d'Apollon, dieu de l'intelligence rationnelle, qui préfigure déjà la science telle qu'on la concevra plus tard en Occident.
Méditrine diffère de ses sœurs en ce que la déesse faisait partie des di indigetes, dieux d'origine de la religion et de la mythologie romaines primitives, et fut donc plus tardivement intégré au panthéon grec.
Frères de Panacée
- Les trois frères de Panacée sont :
  - Machaon, chirurgien, qui combattit à Troie avec son frère Podalire et a été tué par Euripile ;
  - Podalire, médecin généraliste ;
  - Télesphore, dieu de la convalescence.

Contrairement à leurs sœurs, les deux premiers frères de Panacée sont mortels, médecins pour le camp grec lors de la guerre de Troie. Télesphore quant à lui, troisième fils d'Asclépios et Épione, était à l'origine un dieu de la mythologie celtique avant d'être intégré au culte d'Asclépios,.

## Serment d'Hippocrate

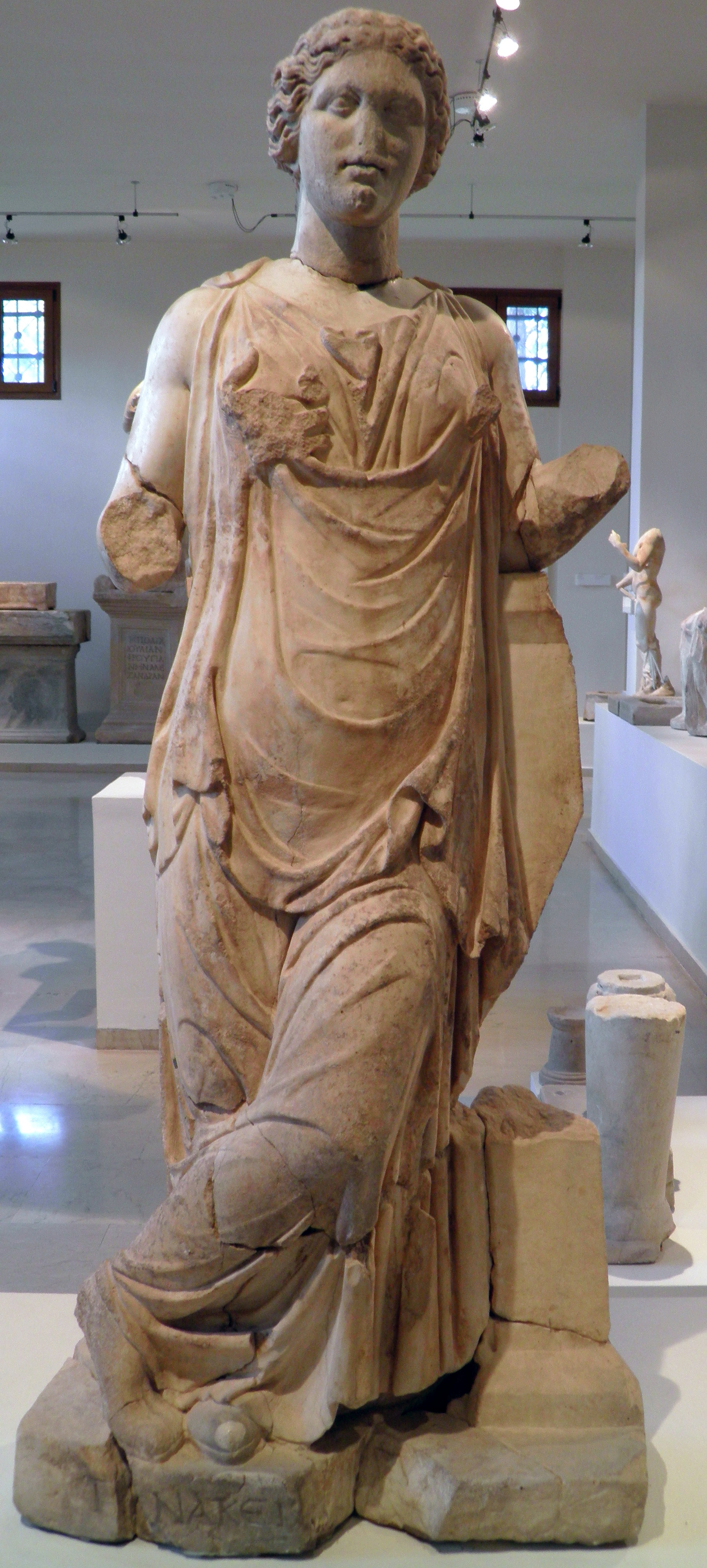
Statue de Panacée au Musée Archéologique de Dion, IIe siècle avant notre ère.

Panacée est mentionnée au début du serment d'Hippocrate :

« Ὄμνυμι Ἀπόλλωνα ἰητρὸν καὶ Ἀσκληπιὸν καὶ Ὑγείαν καὶ Πανάκειαν καὶ θεοὺς πάντας τε καὶ πάσας ἵστορας ποιεύμενος ἐπιτελέα ποιήσειν κατὰ δύναμιν καὶ κρίσιν ἐμὴν ὅρκον τόνδε καὶ ξυγγραφὴν τήνδε [...] »

« Je jure par Apollon, médecin, par Asclépios, par Hygie et Panacée, par tous les dieux et toutes les déesses, les prenant à témoin que je remplirai, suivant mes forces et ma capacité, le serment et l’engagement suivant [...] »

## Culte
Pausanias le Périégète a écrit au sujet du sanctuaire d'Amphiaraos à Oropos, en Attique :
« L'autel est divisé en parties. Une partie est à Héraclès, à Zeus et à Apollon guérisseur, une autre est attribuée aux héros et aux femmes de héros, une troisième à Hestia, Hermès, Amphiaraus et aux enfants d'Amphilochus. Mais Alcméon, à cause de la façon dont il a traité Ériphyle, n'est pas honoré dans le temple d'Amphiaraus, et pas davantage avec Amphilochus. La quatrième partie de l'autel est pour Aphrodite et Panacée et encore à Iaso, Hygéia et Athéna guérisseuse. La cinquième est consacrée aux nymphes et à Pan et aux fleuves Achélous et Céphisus. »
— Pausanias, Description de la Grèce, I, 34 
Panacée était peut-être une déesse indépendante avant que son mythe et culte ne soit absorbés dans ceux d'Asclépios.

## Évocation moderne

### Astronomie
Son nom a été donné à un astéroïde de la ceinture principale découvert le 7 septembre 1980, (2878) Panacée.